# Crispus Attucks
Crispus Attucks, född 1723?, död 5 mars 1770 i Boston var i den första gruppen av fem personer som dödades i Bostonmassakern i Boston, Massachusetts. Attucks anses allmänt vara det första amerikanska offret i det amerikanska frihetskriget
Bortsett från när och hur han dog, är inte mycket säkert känt om Attucks. Han kan ha varit en förrymd slav eller en fri man som arbetade till sjöss eller i hamnen. De flesta är överens om att han var Wampanoag och av afrikanskt ursprung. Attucks far kan ha varit Prince Yonger, en afrikansk-född slav och hans mor kan ha varit Nanny Peterattucks, tillhörande USA:s ursprungsbefolkning.
Attucks blev en ikon inom antislaveri-rörelsen i mitten av 1800-talet. På 1850-talet, i takt med att rörelsen mot slaveri växte i Boston, hyllades Attucks som en afroamerikansk hjälte.
Martin Luther King skriver om Crispus Attucks i inledningen till Why We Can’t Wait (1964) som ett exempel på en man vars bidrag till historien förbisetts av den vita historieskrivningen.
I Marvels tv-serie Luke Cage beskrivs Crispus Attucks som en amerikansk hjälte.